# عدالت شیوا
عدالت شیوا (به هندی: Shiva Ka Insaaf) یا انصاف شیوا فیلمی محصول سال ۱۹۸۵ و به کارگردانی راج ان. سیپی است. در این فیلم بازیگرانی همچون جکی شروف، پونام دیلون، گلشن گروور، شاکتی کاپور، ساتیش کائول، مظهر خان، وینود مهرا، پاریکشیت سهنی ایفای نقش کرده‌اند.